# Blauer Nil
Der Blaue Nil (arabisch النيل الأزرق, DMG an-nīl al-azraq, amharisch ዓባይ Abbai, englisch Blue Nile, Abbay oder Abay) ist neben dem  Weißen Nil einer der beiden Hauptstränge im Flusssystem des Nils. Er verläuft durch Äthiopien und den Sudan. Auch wenn seine Wasserführung im Mittel größer ist als die des Weißen Nil, wird er heute als größter Nebenfluss des Nils betrachtet und weniger als gleichrangiger Quellfluss. Anders als der Blaue Nil stellt der Weiße Nil die zentrale Entwässerungslinie des Einzugsgebietes dar.

## Name
Der Name stellt eine ungenaue Übersetzung des arabischen Wortes Azraq dar, das neben blau auch dunkel bedeutet. Die dunkle Farbe des Blauen Nil wird durch das in großer Menge als Schwebfracht mitgeführte feinkörnige Bodenmaterial verursacht, das aus dem Abessinischen Hochland Äthiopiens stammt. Die mitgeführten Schwebstoffe machen den Blauen Nil zum Weißwasserfluss.

## Verlauf

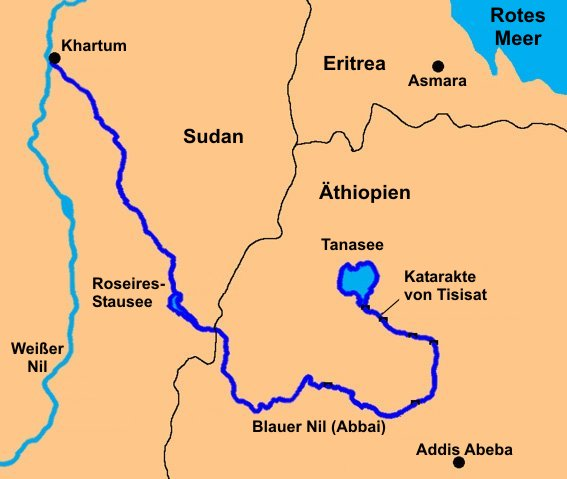
Die Lage des Blauen Nils

Der Blaue Nil (amharisch: Abbai) entspringt als Gilgel Abay (Kleiner Abbai) bei Gish Abay auf etwa 2728 m Höhe. Er fließt vorwiegend in nordwestliche Richtung und mündet in den 1786 m hoch gelegenen Tanasee. Diesen verlässt der Blaue Nil als einziger natürlicher Abfluss am Chara-Chara-Wehr bei der Stadt Bahir Dar in südöstlicher Richtung. Seit der Inbetriebnahme des Tana-Beles-Kraftwerks im Jahre 2010 hat der Tanasee einen weiteren Abfluss durch dieses Kraftwerk in den Beles, der kurz vor der sudanesischen Grenze in den Blauen Nil mündet.
Etwa 30 km nach dem Verlassen des Tanasees stürzt der Blaue Nil die Tisissat-Wasserfälle hinunter und fließt danach in Schluchten, die bis zu 1.200 m tief sind und erst nach fast 800 km an der sudanesischen Grenze enden. Diese kaum zugänglichen Schluchten bilden auch heute noch ein schwer zu überwindendes Verkehrshindernis. In ihnen fließt der Blaue Nil zunächst nach Südosten, dann nach Süden und schließlich, die Rechtswende vollendend, nach Nordwesten.
Im Sudan fließt der Blaue Nil zunächst durch niedrige Hügel und mäandert anschließend durch die Dschazira-Ebene, bis er sich unmittelbar nach Khartum und dem gegenüberliegenden al-Chartum Bahri bei Omdurman mit dem Weißen Nil zum Nil vereinigt.
Über die Länge des Blauen Nils werden unterschiedliche Angaben gemacht, die von 1.783 km über 1.600 km bis zu 1.450 km reichen.

## Gewässerdaten
Der Blaue Nil erhält sein Wasser aus den Bergen des abessinischen Hochlandes, d. h. aus dem Einzugsgebiet des Tanasees und aus dem Bergland, das er anschließend durchquert. Die Wasserführung ist weitgehend von der Regenzeit zwischen Juni und September abhängig. Zu dieser Zeit führt der Blaue Nil bis zu sechzigmal so viel Wasser wie zur Trockenzeit und transportiert einen hohen Anteil an Sedimenten. Mit einiger zeitlicher Verschiebung kommt dieses Hochwasser im Sudan und in Ägypten an, wo es früher als Nilschwemme mit seinem fruchtbaren Nilschlamm von grundlegender Bedeutung für die Landwirtschaft war. Seit dem Bau des Assuan-Hochdammes und weiterer Veränderungen hat die Nilschwemme nur noch eine geringe Bedeutung. Die Wasserführung des Blauen Nils kann von Jahr zu Jahr stark schwanken, im Mittel trägt der Blaue Nil etwa 69 % zur Wasserführung des Nils bei.
Die Durchflussmenge des Flusses wurde 70 Jahre lang (1912–1982) am Pegel Roseires Dam, bei etwa 2/3 des Einzugsgebietes, in m³/s gemessen. Die Wasserführung nimmt im weiteren Verlauf auf Grund von Bewässerung und Verdunstung ab. Zudem bekommt der Blaue Nil bis zum Zusammenfluss mit dem Weißen Nil im ariden Sudan kaum weiteres Wasser, zumal in der Region sehr viel für die Bewässerung der Landwirtschaft wieder entnommen wird.
- Diagrammdaten:
- Definition |
- Rohdaten |
- Hilfe

## Nutzung
Die Nutzung des Blauen Nils ist in Äthiopien insbesondere durch die Unzugänglichkeit der Schluchten des Abay und die geringe Verkehrserschließung des Hochlandes gehindert. Nach den beiden nur der Stromerzeugung dienenden kleinen Tis-Abay-Kraftwerken wurde das Angereb Reservoir oberhalb des Tanasees nur zur Wasserversorgung der Stadt Gonder gebaut. Das Fincha-Kraftwerk in einem Seitental des Abay dient sowohl der Stromerzeugung als auch der Bewässerung, ebenso das 2010 in Betrieb gegangene Tana-Beles-Kraftwerks an einem künstlichen Auslauf des Tanasees. Insbesondere das Fincha-Kraftwerk vermeidet das Sedimentationsproblem weitgehend, indem es sein Wasser aus einem über ihm im Hochland gelegenen See bezieht, der kaum Schwebstoffe enthält.
Die seit 2011 im Bau befindliche Grand-Ethiopian-Renaissance-Talsperre steht nicht nur in einer unzugänglichen Gegend kurz vor der sudanesischen Grenze, weit entfernt von größeren Abnehmern. Als eines der größten Wasserkraftwerksprojekte Afrikas wird es die Menge des abfließenden Wasservolumens des Blauen Nils kontrollieren können, der als größter Zufluss des Nils Einfluss auf den durch den Assuan-Staudamm gebildeten Nassersee und damit auf die für Ägypten insgesamt verfügbare Wassermenge hat.
Im Sudan wird das Wasser des Blauen Nils vor allem zur Bewässerung genutzt, in geringem Umfang auch zur Stromerzeugung. Das gilt insbesondere für das mehrfach erweiterte Dschazira-Projekt, das ab 1925 durch den Sannar-Damm bewässert wurde, sowie für die angrenzende al-Managil-Erweiterung und das Rahad-Projekt auf der rechten Flussseite, die ihr Wasser seit 1966 vom Roseires-Damm erhalten. Das Volumen beider Stauseen wurde durch die sehr hohe Sedimentation reduziert, die der Blaue Nil mitführt. Die Stauseen werden deshalb jährlich über den Grundablass der Staumauern entleert, um dadurch die Sedimentation so weit wie möglich auszuspülen.

## Interessengegensätze
Der Nil ist buchstäblich lebensnotwendig für Ägypten, das über praktisch kein anderes Süßwasser verfügt. Ägypten hat deshalb seit langem die Position vertreten, dass niemand den Zufluss insbesondere aus dem Blauen Nil beeinträchtigen dürfe. In der Zeit der britischen Herrschaft in Ägypten und im Sudan wurden Verträge geschlossen, in denen dies zum Ausdruck gebracht wurde. Im Vertrag von 1902 zwischen dem Vereinigten Königreich als Vertreter Ägyptens und des Sudans und dem Kaiserreich Abessinien über die Festlegung der gemeinsamen Grenzen erklärte Kaiser Menelik II., dass er ohne Zustimmung der Briten und des Sudans keine Bauten zulassen werde, die den Fluss beeinträchtigen würden. Im Vertrag von 1929 zwischen dem immer noch britisch dominierten Ägypten und dem durch die Briten vertretenen Anglo-Ägyptischen Sudan wurde das natürliche und historische Recht Ägyptens über das Nilwasser bekräftigt und jegliche Beeinflussung der Wassermenge ohne Zustimmung Ägyptens ausgeschlossen. 1959 vereinbarten die unabhängig gewordenen Länder Ägypten und Sudan eine bestimmte dem Sudan vorbehaltene Wassermenge, worauf Sudan dem Assuan-Hochdamm und dem weit in den Sudan hineinreichenden Nassersee zustimmte. Die Bedeutung dieser Verträge ist seitens der anderen Anrainerstaaten höchst umstritten. Bei dieser Vertragslage war es insbesondere zu Zeiten des Kalten Krieges für Äthiopien kaum möglich, Geldgeber für Staudamm- und Kraftwerksprojekte zu finden.
So besteht für Äthiopien die paradoxe Situation, dass aus dem Land zwar (zusammen mit dem Atbara) mehr als 80 % des Nilwassers für Ägypten kommen, der wasserreiche, aber arme Staat selbst auf eine umfangreiche Nutzung des Nils verzichten soll. Äthiopien versucht auf diplomatischem Wege, seinen Wasserbedarf geltend zu machen und innerhalb der Mechanismen der 1998 gegründeten Nile Basin Initiative (NBI) kooperative Lösungen mit Ägypten zu erzielen. Derzeit nutzt Äthiopien nur ca. 1 % des Nilwassers. Auf äthiopischer Seite wurde seit 2011 die Grand-Ethiopian-Renaissance-Talsperre gebaut, gegen die Ägypten opponiert. Die äthiopische Regierung kündigte an, den Stauraum ab Juli 2020 zu füllen. Satellitenaufnahmen im Sommer 2020 bestätigen dies. Die ersten Turbinen sind seit Februar 2022 einsatzbereit. Die Fertigstellung wird zwischen 2023 und 2028 erwartet.

## Geschichte

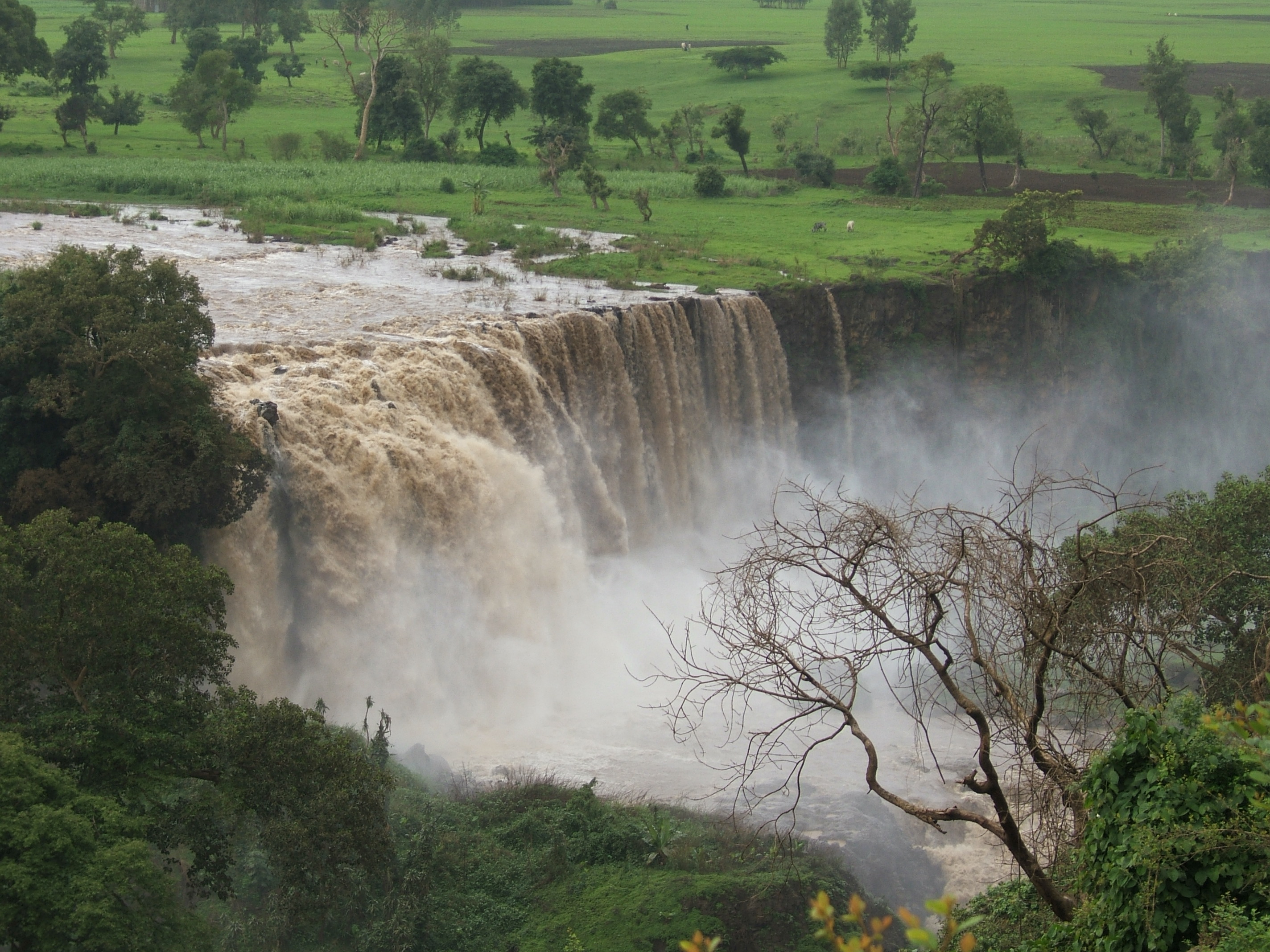
Der Wasserfall Tisissat („Rauchendes Wasser“) des Blauen Nils in der Nähe von Bahir Dar

Der erste Europäer, der die Quellen des Blauen Nils bzw. des Gilgel Abay entdeckte, war Pedro Páez (1564–1622), ein in Äthiopien tätiger Jesuitenmissionar, der 1613 vom Tanasee aus zu den Quellen reiste. Seine Geschichte Äthiopiens (História da Ethiópia) blieb unveröffentlicht, so dass seine Entdeckung wieder in Vergessenheit geriet. Andere in Äthiopien lebende Europäer dürften den Tanasee und den Fluss (nicht aber seine Quellen) vor ihm gesehen haben, wie der portugiesische Forschungsreisende Pêro da Covilhã (1450–1530) oder João Bermudes, der sich als Patriarch von Äthiopien ausgab und in seinen 1565 veröffentlichten Memoiren erstmals von den Tisissat-Wasserfällen berichtete. Der portugiesische Jesuit und Forschungsreisende Jerónimo Lobo (1593–1678) besuchte und beschrieb die Quellen 1622. Der schottische Afrikaforscher James Bruce (1730–1794) sah sie 1770 bei seinem zweijährigen Aufenthalt in Gonder erneut.
Der Lauf des Abay unterhalb der Wasserfälle mit seinen tiefen Schluchten und reißenden Stromschnellen blieb bis ins 20. Jahrhundert unerforscht. Versuche, ihn zu befahren, endeten schon nach wenigen Kilometern, so 1902 das Unternehmen des Amerikaners W. W. Macmillan und des Norwegers B. H. Jenssen, die vorhatten, den Fluss getrennt zu befahren und sich in der Mitte zu treffen. Major Cheesman gelang es in den Jahren 1925–1933 den Lauf zu erkunden, indem er zu Fuß oder mit Maultieren vom Hochland aus immer wieder an den Rand der Schluchten vordrang und so rund 8000 km zurücklegte. 1930 benutzte ein Flugzeug den Blauen Nil zur Orientierung auf dem Flug von Addis Abeba nach Khartum. 1954 versuchten Herbert Rittlinger und seine Frau Marianne vom Tanasee aus den Fluss mit Faltbooten zu befahren, mussten wegen Angriffen durch Krokodile aber schon bald aufgeben. 1962 befuhren A. Amoudruz und weitere fünf Mitglieder des Canoe Club de Genève eine lange Strecke unterhalb der Abay-Brücke, wurden dann aber von Banditen überfallen, die zwei aus der Gruppe erschossen. 1965 gelang es dem Schweden Arne Rubin, von der Brücke aus mit einem Kajak trotz diverser Krokodilangriffe in neun Tagen nach Khartum zu fahren; allerdings verlor er in einer der letzten Stromschnellen seine Ausrüstung mit Kamera, Filmen und Notizen.
Die erste vollständige Durchquerung gelang John Blashford-Snell und seiner Great Abbai Expedition 1968. Auf Bitten von Kaiser Haile Selassie stellte er ein Team von 60 britischen und äthiopischen Soldaten und Wissenschaftlern zusammen und ließ speziell konstruierte Boote bauen, mit denen seine Expedition den Blauen Nil in zwei Abschnitten bis zur sudanesischen Grenze durchfuhr.
Im Winter 1972 befuhren Hinrich Finck, Rüdiger Nehberg und der Kameramann Michael Teichmann den oberen Abschnitt des Blauen Nils. Sie starteten unmittelbar stromabwärts der Tisissatfälle mit dem Ziel, die Mündung des Dabus zu erreichen. Hinrich Finck brach die Expedition vorzeitig ab, doch Rüdiger Nehberg und Michael Teichmann gelang die teilweise Durchquerung.
2003/2004 gelang den Amerikanern Pasquale Scaturro und Gordon Brown die erste Befahrung des Blauen Nils auf seiner gesamten Länge. Die Expedition endete an der Nilmündung ins Mittelmeer.

## Sehenswürdigkeiten
30 km südlich von Bahir Dar liegt das Dorf Tis Issat und die Tisissat-Wasserfälle. Hier stürzt der Blaue Nil 42 Meter in die Tiefe. Mit einer Breite von über 400 Metern während der Regenzeit sind es die zweitgrößten Wasserfälle Afrikas. Sie bestehen aus vier nebeneinanderliegenden Hauptfallbereichen. Die Tisissat-Wasserfälle gelten als eine der wichtigsten Touristenattraktionen Äthiopiens. Sie wurden allerdings sehr beeinträchtigt, seitdem große Wassermengen an den Fällen vorbei durch die nahegelegenen Tis-Abay-Kraftwerke geleitet werden und seit 2010 Wasser schon aus dem Tanasee zu den Tana-Beles-Kraftwerken abfließt.

## Namensgebend
Der Blaue Nil gibt dem durchflossenen Bundesstaat im Sudan seinen Namen: an-Nil al-azraq (arabisch النيل الأزرق, engl. Blue Nile, deutsch Blauer Nil).